# Josef Eugen Held
Josef Eugen Held (* 13. Juli 1895 in Würzburg; † 4. Dezember 1983 in Wiesentheid) war ein deutscher Lokalpolitiker und Historiker. Held stand zwischen 1948 und 1964 dem bayerischen Landkreis Gerolzhofen als Landrat vor. 

## Leben und Wirken
Josef Eugen Held wurde am 13. Juli 1895 in Würzburg geboren. Held studierte an der Julius-Maximilians-Universität in Würzburg. Wahrscheinlich war er Mitglied einer Burschenschaft in der Stadt. Seine erste Publikation veröffentlichte Held noch während seines Studiums. Sie behandelte die Geschichte der Studenten an der Universität. Es ist davon auszugehen, dass Held Geschichtswissenschaften studierte. 1921 vollendete er seine Dissertation, die einen Schwerpunkt auf das späte Mittelalter in Franken legte.
Held trat nach seinem Studium einen Posten als Domänendirektor an. Wahrscheinlich war er für die Grafen von Schönborn tätig, die mehrere land- und forstwirtschaftliche Großbetriebe besaßen. Später stieg er zum schönborn’schen Kanzleidirektor in Wiesentheid auf. Das Amt bekleidete er bis 1947. Im Jahr 1948 trat Held bei der Kommunalwahl an und wurde in den Kreistag des Landkreises Gerolzhofen gewählt. Die dortigen Mitglieder wählten ihn anschließend zum Landrat, sodass Held die Nachfolge des Thomas Keller antreten konnte.
Am 30. März 1952 wurde Josef Held in seinem Amt bestätigt. Weitere Wiederwahlen folgten 1956 und 1960. Held gestaltete als Landrat die Nachkriegszeit und das Wirtschaftswunder im Landkreis Gerolzhofen mit. Nachdem die größte Wohnungsnot überwunden war, investierte der Landkreis vor allem in den Ausbau der Verkehrswege. Unter anderem wurde in Helds Amtszeit der Mainkanal zwischen Volkach und Gerlachshausen als Teil des Rhein-Main-Donau-Kanals fertiggestellt. Im Landkreis entstanden in den 1940er und 1950er Jahren mehrere weiterführende Schulen, darunter das Steigerwald-Landschulheim in Helds Wohnort Wiesentheid.
Zugleich forcierte man auch den Anschluss einzelner Gemeinden an die Fernwasserversorgung Franken. Bis 1955 waren bereits Castell, Rüdenhausen und Prichsenstadt Teil des Fernwasserversorgungsnetzes geworden. Auch die Kreisstadt Gerolzhofen folgte noch in den 1950er Jahren. Held ließ auch die beiden Kreiskrankenhäuser in Gerolzhofen und Volkach ausbauen und modernisieren. Obwohl die Unterbringung von Vertriebenen bis zum Beginn der 1950er Jahre weitgehend reibungslos funktionierte, ließ der Landkreis weitere Wohnungen bauen.
Josef Held legte sein Amt im Jahr 1964 nieder, zu seinem Nachfolger wurde Ernst Kastner gewählt. Als Landrat im Ruhestand, der den Titel eines „Altlandrates“ erhielt, widmete sich Held in den folgenden Jahren vor allem der Lokalgeschichtsschreibung über seinen Heimatort Wiesentheid. Er engagierte sich auch weiterhin in der Lokalpolitik. 1976 wurde Josef Eugen Held die Ehrenbürgerwürde des Marktes Wiesentheid zugesprochen. Josef Eugen Held starb am 4. Dezember 1983 in Wiesentheid.

## Ehrungen und Mitgliedschaften
- Ehrenmitglied des Zweckverbandes Bayerische Landschulheime
- 1976: Ehrenbürgerwürde von Wiesentheid

## Werke (Auswahl)
Held verfasste seine Dissertation über fränkische Dorfordnungen des Spätmittelalters und trat auch später noch als Historiker und Verfasser mehrerer Aufsätze in Erscheinung. Dabei thematisierte er insbesondere die Geschichte Wiesentheids und des Hauses Schönborn. Held schrieb allerdings auch über die Nachkriegszeit und thematisierte berühmte Persönlichkeiten. Einzelne Veröffentlichungen erschienen in der Zeitschrift Im Steigerwald. Einige seiner Arbeiten wurden im Jahr 2005 neu herausgegeben. 
- Entstehung und Entwicklung des akademischen Verbindungswesens bis zur Urburschenschaft. Ein Überblick. Manuskript. Würzburg 1921.
- Die Verfassung der Dörfer in der Grafschaft Castell während des späten Mittelalters. Diss. Würzburg 1921.
- Schönborn-Schlösser in Franken. Gerolzhofen 1932.
- Das Haus Schönborn und der Markt Wiesentheid. Wiesentheid 1981.[5]